# Пуцбрунн
Пуцбрунн (нім. Putzbrunn) — місто в Німеччині, розташоване в землі Баварія. Підпорядковується адміністративному округу Верхня Баварія. Входить до складу району Мюнхен.
Площа —  км2. Населення становить 6593 ос. (станом на 31 грудня 2020).